# خليج هيرفي
خليج هيرفي

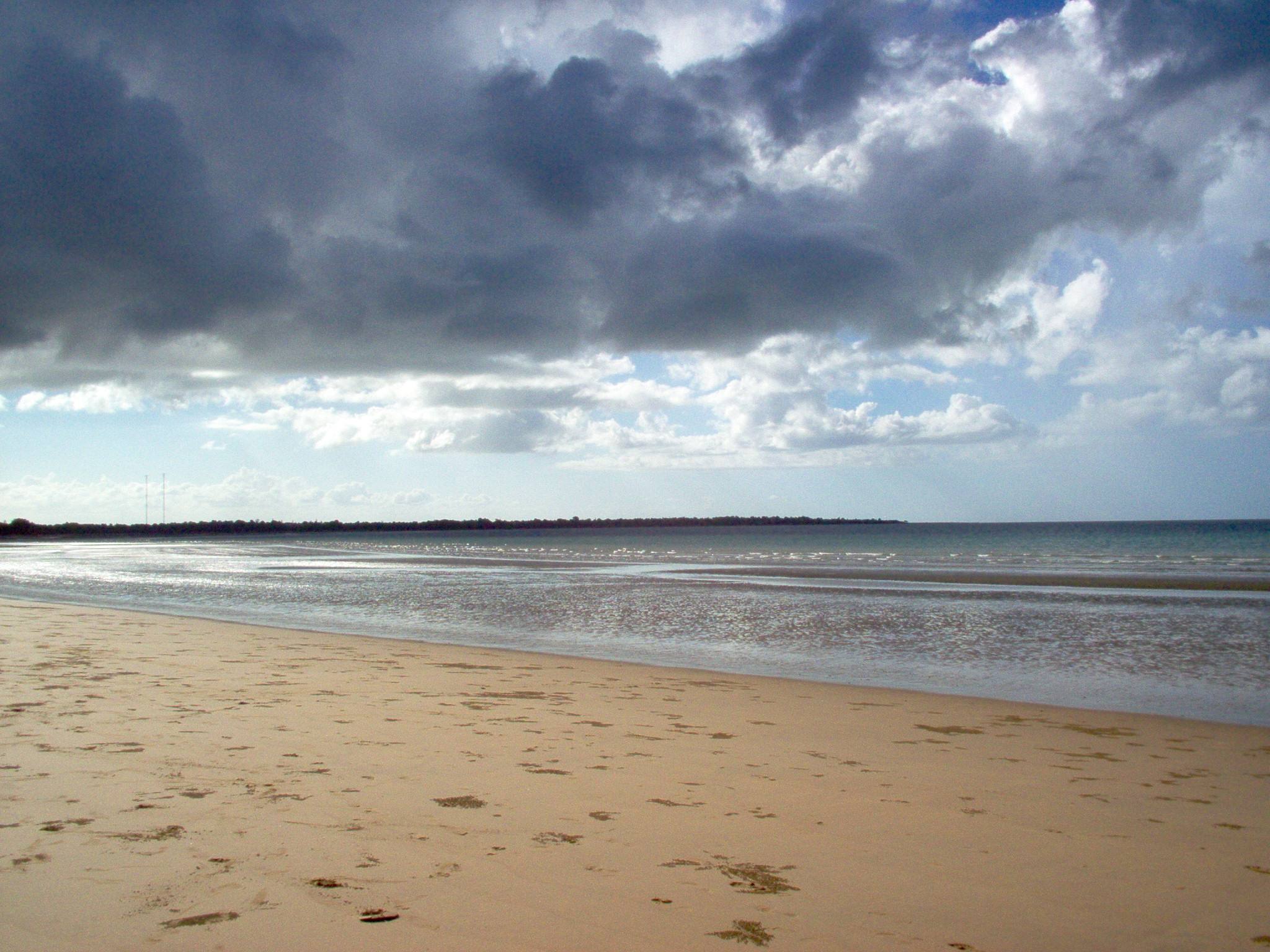
شاطئ خليج هيرفي

خليج هيرفي بالإنجليزية (Hervey Bay):هيرفي هي مدينة بكوينزلاند أستراليا, تقع على بعد 290 كم تقريباً إلى الشمال من عاصمة الولاية بريسبان وتقع على ساحل الخليج الطبيعي بين منطقة اليابس في كوينزلاند وجزيرة فريزر Fraser الاقتصاد المحلي يعتمد على سياحة مشاهدة الحيتان وجزيرة فريزر وجزيرة السيدة إليوت Lady Elliot, أول من سُجّل برؤيته خليج هيرفي كان الأوروبي جيمس كوك أثناء قيامه بعملية مسح الساحل الشرقي لأستراليا في 22 مايو 1770, يبلغ عدد سكان المدينة 76403 نسمة وذلك عام 2006, مساحة المدينة 2356 كم2.
مترجم من Hervey Bay